# Spielstätte (Theater)
Mit Spielstätte werden Säle, Räume oder Bauwerke bezeichnet, die sich für Theateraufführungen eignen und dafür genutzt werden. Es kann sich dabei auch um Freilichtbühnen handeln. Wenn es sich bei den Veranstaltungen nicht um Theateraufführungen im engeren Sinn handelt, spricht man eher von Location.

## Spielstätte und Haus
Der Ausdruck gelangt vor allem dann zur Anwendung, wenn ein Theaterbetrieb (als Organisation) nicht mit einem Bauwerk identifiziert werden kann, wenn das Theaterunternehmen also wechselnde Spielstätten oder mehrere parallele Spielstätten betreibt, beziehungsweise zusätzliche Spielstätten anmietet oder die eigenen Spielstätten vermietet. Die Bezeichnung Spielstätte wird dabei genutzt, da die im deutschen Sprachgebrauch gängige Bezeichnung „Haus“ für einen Theaterbetrieb oft zu Verwechslungen führt, weil damit kein Bauwerk gemeint ist. – Manche Bühnen haben auch eine zweite kleinere Spielstätte im Gebäude ihrer Hauptspielstätte. Seit dem Ende des 20. Jahrhunderts werden auch Gebäude als Theaterspielstätten genutzt, die vorher eine andere Funktion hatten oder diese noch erfüllen, zum Beispiel Fabrikgebäude, Kinos, Bahnhöfe, Diskotheken.

## Beispiele
Die Pariser Oper (als Betrieb) hat heute zwei Spielstätten (als Gebäude): die Opéra Bastille und die Opéra Garnier. Im Lauf ihrer Geschichte hatte sie eine Vielzahl von Spielstätten, darunter das Palais Royal und etwa auch das Théâtre Louvois. Die Oper Frankfurt hatte am Ende des 19. Jahrhunderts ihre Spielstätte in der heutigen Alten Oper und seit den 1950er Jahren im Schauspielhaus (Frankfurt). Das Wiener Burgtheater hat das Akademietheater (Wien) als zweite größere ständige Spielstätte. Das Schauspielhaus Zürich hat zusammen mit dem Schauspielhauskeller zwei Spielstätten im Stammgebäude und drei weitere im Schiffbau. Die Theater am New Yorker Broadway sind lediglich Spielstätten ohne produzierende Infrastruktur, müssen also von Theaterunternehmen bespielt werden.